# Остромирово јеванђеље
Остромирово јеванђеље је један од најстаријих и најбоље очуваних рукописа старословенске, односно староруске књижевности из средине XI века.
Текст је написан у две колоне са 18 редова на површини од око 20 × 24 цм. Украшен је бројним разнобојним словима, минијатурама јеванђелиста и другим илустрацијама. Рукопис се састоји од 294 листова пергамента доброг квалитета. Постоји неколико листова са ушивеним деловима и са рупама које су постојале пре писања текста.
Израдио га је ђакон Григорије током 1056—1057. године по поруџбини великог кнеза новгородског Остромира за Софијску саборну цркву Великог Новгорода.
Остромирово јеванђеље представља најстарији прецизно датиран рукопис словенске књижевности. Рукопис је био украшен корицама с драгим камењем.
У почетку је чуван у Софијској цркви, а затим је пренет у Московски Кремљ.
Године 1720. указом Петра Првог пренет је у Санкт Петербург.
Од 1806. године Остромирово јеванђеље се чува у Руској националној библиотеци. Укључено је у Унесков регистар Памћење света.